# اول حقوق بشر
اول حقوق بشر (انگلیسی: Human Rights First) یک سازمان غیر دولتی است که در نیویورک و واشینگتن مستقر می باشد.
این ارگان توسط هیئت مدیره متشکل از 67 عضو اداره می شود که  شش عضو آن افتخاری می باشند.